# Rode Molukse dwerghoningeter
De rode Molukse dwerghoningeter (Myzomela wakoloensis) is een zangvogel uit de familie Meliphagidae (honingeters). De soort werd in 1883 door Henry Ogg Forbes beschreven.

## Verspreiding en leefgebied
Deze soort is endemisch op de Molukken en telt twee ondersoorten:
- M. w. wakoloensis: Buru.
- M. w. elisabethae: Seram.

Het is een bewoner van tropisch regenwoud.

## Status
De grootte van de populatie is niet gekwantificeerd maar de soort wordt omschreven als vrij algemeen. Op de Rode lijst van de IUCN heeft deze soort de status niet bedreigd.